# Anomis nigritarsis
Anomis nigritarsis là một loài bướm đêm trong họ Erebidae.